# Guillaume Guerse
Guillaume Guerse (né en 1971) est un dessinateur de bande dessinée français, principalement connu pour sa collaboration avec le scénariste Marc Pichelin, avec qui il a cofondé la maison d'édition alternative Les Requins Marteaux en 1991.

## Publications
Sauf précision, Guerse est le dessinateur et son collaborateur le scénariste.
- José, avec Marc Pichelin, Les Requins Marteaux, coll. « BDérisoire » :

1. José emmerde le monde, 1992  (ISBN 2909590003).
2. José n'a pas marché sur la lune, 1993  (ISBN 2909590011).

- On est tous des touristes quelque part, avec Marc Pichelin, Les Requins Marteaux, coll. « BDérisoire », 1996  (ISBN 2909590135).
- Le Journal de Robert Conrad t. 1, avec Marc Pichelin, Les Requins Marteaux, coll. « Comix », 1997  (ISBN 2909590275).
- Opération Disco, avec Marc Pichelin, Treize étrange, 1999  (ISBN 2911058224).
- C'est pas tous les jours fête, avec Marc Pichelin, Les Requins Marteaux, coll. « Ferraille », 2000  (ISBN 2909590437)[1].
- Le Poulpe t. 3 : Les Pis rennais, avec Marc Pichelin, 6 Pieds sous terre, coll. « Céphalopode », 2000  (ISBN 2910431150).
- Les nuits sont blanches pour tous, avec Marc Pichelin, Les Requins Marteaux, coll. « Nickel-Chrome », 2001  (ISBN 2909590631).
- Les losers sont des perdants, avec Marc Pichelin, Fluide glacial », 2002  (ISBN 2858153507)[2].
- Amour, Sexe et Bigorneaux, avec Marc Pichelin, Les Requins Marteaux, coll. « Ferraille » :

1. Amour, Sexe et Bigorneaux, 2003  (ISBN 2909590941).
2. Saison 2, 2007  (ISBN 9782849610640).

- La Journée d'un journaliste américain en 2889, avec David Vandermeulen, 6 Pieds sous terre, coll. « Monotrème », 2009  (ISBN 9782352120469).
- Long Courrier, avec Marc Pichelin, 6 Pieds sous terre, 2011  (ISBN 9782352120827)[3].
- Vermines, avec Marc Pichelin, Les Requins Marteaux :

1. Le Retour de Pénélope, 2014  (ISBN 9782849611661)[4],[5]. Sélection officielle du festival d'Angoulême 2015.
2. La Porte de l'angoisse, 2023  (ISBN 9782849613153)[6].

- Vermines magazine, avec Marc Pichelin, Les Requins Marteaux :

1. Vermines magazine n° 1, 2014. Inclus en supplément dans l'album Vermines.
2. Vermines magazine n° 2, 2015  (ISBN 9782849611784).

- Lost on the Lot, avec Marc Pichelin, Ouï/Dire et Les Requins Marteaux, 2016  (ISBN 9782849611982). Accompagné d'un CD audio et d'images autocollantes.
- Les Aventuriers du Mékong, avec Marc Pichelin, Delcourt, coll. « Pataquès », 2018  (ISBN 9782413007753)[7],[8],[9].
- Pan ! T'es mort !, avec Terreur Graphique, Delcourt, coll. « Pataquès », 2018  (ISBN 9782413007760)[10].
- Vermisseaux, avec Marc Pichelin, Les Requins Marteaux, 2019  (ISBN 9782849612552).
- Barney Stax : Détective privé... de tout !, avec James, Fluide glacial, 2022  (ISBN 9791038200852)[11].